# テキサス革命
テキサス革命（テキサスかくめい、英: Texas Revolution）とは、1835年10月2日から1836年4月21日にかけて、メキシコの一州だったコアウイラ・イ・テハス州のうち「テハス」（現・テキサス州）と呼ばれた部分がメキシコ合衆国（現・メキシコ）からの分離独立を目指した戦争である。
テキサス独立戦争とも言う。

## 概要
メキシコ政府と、テクシャンと呼ばれるテキサスのアメリカ人入植者の間の不和は、1835年、メキシコ大統領のアントニオ・ロペス・デ・サンタ・アナ将軍が1824年憲法を廃止して、代わりに新しい反連邦主義（中央集権的色合いの強い）の憲法を宣言した、シエテ・レイェス（7つの法）に由来した。
社会的動揺はすぐにメキシコ中に広がり、いくつかの州では暴動等が発生した。テキサスでは1835年10月1日、ゴンザレスにおいて戦闘が行われ、これが戦争の始まりとされる。当初のラバイアとサンアントニオでの戦闘では勝利を収めたが、数カ月後には同じ場所で増派されたメキシコ軍に惨敗するなどした。
戦争は、現在のヒューストンからおよそ32キロ東のサンジャシントの戦いで終わった。そこでサム・ヒューストン将軍は、サンタ・アナ率いるメキシコ軍と戦い、テキサス軍を勝利に導き、サンタ・アナはこの戦いの直後にテキサス軍に捕らえられた。戦争の結果、この地域はテキサス共和国として独立した。

## 背景
1819年恐慌は、アメリカ合衆国を急に不況に落とした。アメリカの実業家でありスペイン臣民のモーゼス・オースティンは、この不況で鉛採掘の鉱山経営の事業を失った。テキサスへ旅をした後、彼はこの地域にアメリカ人入植者を呼ぶ計画を進展させ、それは当地でのスペインの発展と彼のビジネスのきっかけにもなると考えた。1820年、彼はテキサスでの300の家族のための公有地払い下げをスペインに申請し、同年の終わりに土地を受け取った。しかし1821年6月にはモーゼスは死亡する。彼の息子、スティーブン・オースティンは、その土地を相続し、マルティネス知事との合意を形成した。その合意は、入植を希望する家族の家長に640エーカー (259 ha)、その妻に320エーカー (129 ha)、子供にそれぞれ160エーカー (65 ha)、奴隷にそれぞれ80エーカー (32 ha) を与えるというものだった。アメリカ合衆国の経済の困窮のため、オースティンがニューオーリンズでこの条件を公表すると、わけなく払い下げを希望する 300家族を見つけることができた。

## メキシコの独立とテキサス開拓地
オースティンの開拓地の計画は、進行するメキシコの政治的混乱のまっただ中にあった。1810年、僧侶のミゲル・イダルゴによるスペインからの独立宣言から、メキシコは、11年間の残忍な戦争状態に突入した。最初はスペイン軍に幸運があるように見えたが、1821年、スペインの将軍、特にアグスティン・デ・イトゥルビデとサンタ・アナがメキシコの反乱への支持に切り替わった。これによってメキシコの勝利となり、1821年にメキシコ独立戦争は終わった。
1821年12月、オースティンの入植者たちは、サンフェリペの周りの陸と海のそばに到着した。オースティンが失望したことに、新しく独立したメキシコ政府は、それ以前にスペインが認めていた払い下げを認めなかった。オースティンはこの問題の解決のために3年かけてメキシコシティを行き来し、やがて払い下げは新政府に受け入れられた。この間、オースティンはスペイン語を理解し、後に活動を共にするメキシコ人革命家のホセ・アントニオ・ナバロと親しくなった。
払い下げ地の規則の下では、すべての新しい入植者は、カトリック教会へ改宗しなければならず、名前もスペイン語風に変えなけらばならなかった。与えられた土地は 4,000エーカー（約16平方キロメートル）を超えた。アングロ系入植者はテクシャンと呼ばれ、ヒスパニック系入植者はテハーノと呼ばれた。入植地は栄え、3年後には人口は18,000名にまでなり、ナバロ自身は1830年には25,000エーカー (101 km2) 以上の土地を所有した。

### テキサス開拓地の形成
1822年、アグスティン・デ・イトゥルビデは新たに作られたメキシコ帝国の皇帝になり、1823年、イトゥルビデ皇帝はオースティンの払い下げ地を最終的に認めた。彼のイグアラ綱領の下で、奴隷制は一度正式に廃止されたが、国中でまだ継続していた。イトゥルビデの政権はすぐに不安定になり、同じ年に、グアダルーペ・ビクトリアとアントニオ・ロペス・デ・サンタ・アナがカサ・マタ綱領をまとめた。それは共和国を設立するための皇帝の転覆を提唱した。イトゥルビデは退位し、追放処分となり、翌年戻ると処刑された。オースティンは新しい政府とまた交渉しなければならなかったが、やがて成功した。
メキシコは新しい1824年憲法の下で共和国になり、テキサスはコアウイラと合併してコアウイラ・イ・テハス州となった。この州のテキサス部分の境界は今日のそれとは大幅に異なる。南の境界はただヌエセス川（今日のコーパスクリスティがある所）まで広がり、それ以南はタマウリパスだった。テキサスの西の境界は、サンアントニオの西およそ200マイル (320 km) で終わり、以西はチワワになり、タマウリパスとチワワの間には200マイルの幅の広い未干渉地が続き、リオグランデ川を渡って南西に100マイル (160 km) 行くとテキサスとコアウイラが繋がった。
メキシコは1824年憲法で、3度目の公式の奴隷制廃止を行ったが、国全体でまだ継続してはいた。オースティンは1825年、1827年、1828年の3度、新しいメキシコ共和国から土地の払い下げを受けた。新しい移住のエンプレサリオ制度がメキシコに設けられた。エンプレサリオは、新たな入植者の勧誘とそれに対する責任を持つことと交換条件で、メキシコの土地を得ることができた。エンプレサリオとして、オースティンは基準を満たした家族を連れてくることと、そして入植者たちを統治する両方の責務を与えられた。その他ロレンソ・デ・サバラ、ヘイデン・エドワーズ、老フィリバスターのベン・ミラムなど、多くの人がエンプレサリオになった。しかし、この期間を通して、受け入れた植民者以外にもアメリカからの他の市民はポツポツとやって来ていた。

## 革命前史

### フレドニアン暴動
1826年までに、エンプレサリオのヘイデン・エドワーズは、様々なリーダーたちや入植者たちとの間に、いくつかの土地と政治上の争いごとを抱えていた。それには100年以上前から払い下げの許可と請求権を持つと主張する土地所有者から、合法的に土地を取り上げる企ても含まれていた。結果的に彼の追放とエドワーズの巨額の財務上の損失を引き起こした最後の争議で最高潮に達した。これによって彼はナカドーチェスの小さな蜂起を煽動して組織した。彼はその土地で、フレドニアという名の共和国の独立を宣言した。マテオ・アフマダ中佐はテキサスへと派遣され、オースティンはテクシャン民間兵とアフマダの軍を集めた。彼らは一緒にナカドーチェスへ進軍し、エドワーズと彼の追随者は戦火を交えることなくすぐにテキサスから逃げ出した。

### メキシコの関与
1827年、アメリカ合衆国のジョン・クィンシー・アダムズ大統領は、テキサスの購入のためにメキシコに100万米ドルを提示したが、拒絶された。2年後の1829年、アンドリュー・ジャクソン大統領は再び500万米ドルを提示したが、またメキシコは拒絶した。同年、スペインは再占領を試みた。サンタ・アナはタンピコで侵略するスペイン軍に迅速に打ち勝ち、国の英雄として支持された。1830年には、メキシコはアメリカ合衆国から境界を超えてメキシコへと流入する多くの移民に警告するようになった。少し前に起こったフレドニアン暴動と明白にメキシコを欲しがるアメリカのために、入国者への懸念があった。メキシコは「4月6日法」を可決した。この法律はエンプレサリオに与えられる土地の承認の前に、開拓予定地や未開拓地を無効にしようとした。法令は、税の徴収を可能にし、テキサスでのより大きな軍事勢力を提供し、さらにテキサスへ移住を終了させた。
オースティンは、3年間のメキシコ政府の管理の後、結局この法を撤廃したが、一方では法の執行のために、軍事的手段が制定された。これによりアナウアクで蜂起が起こった。これがいわゆるアナウアク騒擾事件の始まりとなった。

### テクシャンの幻滅
テクシャンはメキシコ政府に対してますます幻滅するようになった。テキサスに駐屯したメキシコ軍兵士の多くは、刑務所に入るかテキサスで兵役につくかの選択を与えられた、犯罪者だった。テクシャンの多くは州都の場所にも不満で、それは定期的にサルティリョとモンクロバの間で移動していたが、どちらも500マイル (800 km) ほど離れた南のコアウイラにあった。彼らはテキサスをコアウイラから分離した州（メキシコから独立するのではなく）にして、自身の首都を持つことを望んだ。彼らは、首都が近ければ、汚職も取り除けて他の政治の問題も容易にすることができると信じていた。公民の一部は、メキシコでは認められていないがアメリカにいた時にはあった権利に慣れていた。例えばメキシコは宗教の自由を保護せず、その代わりにカトリックの受け入れを誓約させられた。奴隷制が合法であったアメリカ合衆国南部の諸州と異なり、メキシコの奴隷の地位はあいまいなものだった。1829年に就任したビセンテ・ゲレーロ大統領は公式にメキシコにおける奴隷制を非合法としたが、政府は奴隷の売買については厳しいが奴隷の所持については寛容だった。これらのことが摩擦を引き起こしてはいたが、彼らはまとまって反乱を起こすよう入植者を煽動するのには十分ではなかった。

### サンタ・アナ
1829年と1832年の間、一連のメキシコ大統領は、一連の政変によって殺された。サンタ・アナはそれらのすべての事件に関わっていた。メキシコ共和国は二つの派閥に激しく分割された。ひとつは中央集権的な君主制の政府の保守派、もう一方は民主的な連邦政府のリベラル派であった。1833年の大統領選挙で、サンタ・アナはリベラル派として出馬し勝利した。間もなくサンタ・アナは引退して大農場へ戻り、副大統領のバレンティン・ゴメス・ファリアスへ国政を任せた。政府は思いきったリベラルな修正に着手し、保守派を怒らせた。大農場から戻ったサンタ・アナは、政府の方針を拒否し、大統領職を転覆させた。ゴメス・ファリアスと彼の多くの支持者は、メキシコからアメリカへ逃亡させられた。サンタ・アナは、メキシコは民主主義の準備ができていないと宣言し、公然と保守的なカトリック中央集権主義者になり、自身を独裁者に任命した。
サンタ・アナの復帰に邪魔をされたにせよ、オースティンと入植者たちは、彼の権力への企てからサンタ・アナを支持しつつ、今は投資を望んでいた。そのため、オースティンはコアウイラからの州の分割、よりよい司法制度、最初のアナウアクの事件とベラスコの騒動（1832年）の原因となった4月6日法の廃止、その他もろもろの嘆願のためメキシコシティへ出向いた。それらの嘆願は、州の分離を除いてすべて認められた。分離できなかったことで落胆した彼は、友人に怒りの手紙を書き、それは反乱を働きかけるように見えた。メキシコ当局はこの手紙を阻止し、そしてオースティンは扇動のために逮捕され、その後18か月を監獄で過ごした。
テキサスへ入る移民の数は急に激増した。サンタ・アナは、テキサスへの移民の殺到は、この地域を支配しようとするアメリカの企みと信じた。1834年、メキシコ政府内でのトラブルを悟ったため、サンタ・アナは州議会の解散と、州市民軍の武装の解除、そして1824年憲法の廃止を行った。これらの行動は、メキシコ中の激怒のきっかけを与えた。国はその時、サンタ・アナの独裁政治を支持する中央集権主義者と、1824年憲法の再設を求める連邦主義者のまっぷたつに割れた。サンタ・アナは、未許可の入植者たちにテキサスから出ていくよう命じた。

## 革命の開始
ユカタン、サカテカス、コアウイラの各州は即座にサンタ・アナの行動に対して反乱を起こした。サンタ・アナはこの反乱を収めるのに2年を費やした。リベラルの旗印のもとに起こしたサカテカス州の反乱は、1835年5月に残酷な衝突を迎えた。報酬として、サンタ・アナは兵士に、サカテカス州の州都で二日間の強姦と略奪を許可し、市民は数千人虐殺された。サンタ・アナはフレスニリョのサカテカスの銀鉱山も強奪し、さらなる刑罰として、彼はサカテカス州を、独立した農業領地のアグアスカリエンテス州に分割した。このことは、今後もサンタ・アナが反逆者と見なした者への対処として採られるのではないかと心配する風潮となった。彼は義理の兄弟、マルティン・ペルフェクト・デ・コス将軍に、テキサスへ進軍して州に対する騒ぎを収めるように命令した。

### テキサスでの革命
1835年6月下旬に起こった2回目のアナウアク騒擾事件は、メキシコ軍を追放した。アナワクからの軍の追放の後、激怒しているサンタ・アナは、テキサスにより多くの軍を派遣し、テキサスの征服のための準備に取りかかった。オースティンが逮捕されていることへの嫌気、サカテカスでの恐ろしい出来事、民兵の武装解除の要求、すべての不法移民の追放命令、そして特に1824年憲法の解消にもかかわらず、全体としてテクシャンたちは、8月までメキシコの憲法に比較的忠実であった。8月になると、増え続けるメキシコ軍の存在、個々の急進的なテクシャンの指導者たちを軍事法廷にかけるという脅迫、それから立法府による土地汚職などは、平和とメキシコへの所属を望む派を摩滅させ、戦争と独立を支持する派に組み込まれ始めた。
ドゥヴィット領地では、中央集権主義のメキシコ軍兵士がテクシャンの住民ジェシー・マッコイを、口論の末にマスケット銃で殴った。ゴンザレスでは、メキシコ軍当局が地元の民兵から小さなキャノン砲の回収を請求した。9月20日、コス将軍は300名の先遣隊と共にコパノに上陸し、その後ゴリアド、サンアントニオ、サンフェリペ・デ・オースティンへと向かった。
オースティンは7月に釈放され、8月にはテキサスにいた。オースティンには革命しか選択肢がないように見えた。10月には反乱の正式な計画の可能性を議論する会議が予定されていて、オースティンはそれを許可した。

### テキサンの勝利
しかし、会議が開かれようとした前に、サンタ・アナの全国の州市民軍への武装解除の要求に従って、サンアントニオに駐留していたドミンゴ・ウガルテチェア大佐は、メキシコが与えた大砲を戻すように、ゴンザレスに配置されていたテクシャンたちに命令した。テクシャンたちは拒否すると、ウガルテチェアはフランシスコ カスタニェダ中尉と100名の竜騎兵を送った。彼がゴンザレス近くの雨で水位の上がったグアダルペ川の岸に着いた時、対岸には18名のテクシャンがいた。川を渡れないカスタニェダはキャンプを設置した。テクシャンらは取られないように大砲を埋めて、志願兵を求めた。すると2名のテクシャン民兵がそれに応えた。ジョン・ヘンリー・ムーア大佐が融合した反乱者と民兵の長に選出され、大砲を掘り起こして一組の車輪を取り付けた。コウシャッタのネイティブアメリカンがカスタニェダのキャンプに入り、テクシャン側には140名もいることを知らせた。
1835年10月1日午後7時、テキサス軍はカスタニェダの竜騎兵へゆっくりと静かに出発した。午前3時、キャンプに到達し、銃火が交わされた。小競り合いでウマから落ちて鼻から血を出した1名のテクシャン以外は負傷者はいなかった。翌朝交渉が行われ、テクシャンたちは彼らの反乱に加わるようカスタニェダに要請した。テキサスの大義への同情を表したにもかかわらず、彼は反逆へ招かれたことに驚き、交渉は決裂した。テキサス軍は、問題の大砲と "Come and take it"という文字を油で描いた軍旗を作った。大砲の弾を持っていなかったので、押しつぶした金属を詰めて竜騎兵に発砲した。竜騎兵は突撃し、マスケット銃とライフルを発砲したが、カスタニェダは交戦せずに竜騎兵をサンアントニオまで撤収することを決めた。こうしてテキサス革命の戦争は始まった。そして、ゴンザレスの戦いと同じように、突然の蜂起に対してメキシコ守備隊は準備をする時間がなかったので、初期の戦争はテキサス軍が優勢であった。
続いて、テキサス軍はコス将軍が守るベハルを占領した。オースティン将軍が志願兵たちに、コス将軍の軍が飢え死にするのを待つだけの退屈な仕事を与えると、多くの志願兵はあっさりと去っていった。1835年11月中、テキサス軍の数は800名から600名へと減少し、司令官たちはつまらないことで口論をするようになった。ジム・ボウイを含む何名かの司令官は辞職し、ジム・ボウイはゴンザレスへ行った。この、1835年10月12日に始まったベハル包囲戦は、テキサスの「軍」が、いかに統率がとれていなかったかの実証となった。オースティンはすべてのテキサス部隊に司令官を任命していたが、彼の才能は軍事には向いていなかった。メキシコ軍の捕虜は仮釈放されて、二度と戦争に参加しない約束を取り付けた後にメキシコへ送り返した。
テキサスの初期の勝利は、メキシコ歩兵隊の滑腔型マスケット銃よりもより精密で、遠くの標的を狙えた、効果的なライフルによるところが大きい。
全体のモチベーションと指導力を欠いた残りのテキサス軍は、マタモロスへ向かって町を略奪するべく、進撃の準備をした。後にマタモロス遠征として知られるこの企みは、メキシコと戦闘はしたが何の結果ももたらさなかった。1835年11月6日、ホセ・アントニオ・メヒア率いるタンピコ遠征隊はニューオーリンズを出発し、中央集権主義の町の占領を意図したが、失敗した。これらの単独の作戦は、テキサスの物資と人員の動きを枯渇させ、数カ月間は災いしかもたらされなかった。

### 暫定政府
ゴンザレスでは、定足数を満たす居留地からの代表者が到着した後に会議が開かれた。激しい討論の後、彼らはメキシコから分離するのではなく、単に中央集権に反対するための暫定政府を最終的に設立した。ヘンリー・スミスが知事に選出され、サミュエル・ヒューストンはテキサスの正規軍の最高司令官に任命された。この時、正規軍はまだなかった。オースティンの軍はすべて志願兵だったので、ヒューストンがそれを作ることになった。ヒューストンはメキシコとの開戦が回避できず、また敗戦も必至であると認識しており、アメリカ国内でテキサスへの支援を募り、寄付と義勇兵を集めた。米国内でのテキサス支援の熱は高かったのだが、米国政府自体はこの時表向きには中立であった。彼らは金銭よりも土地を多く持っていたので、軍の報奨として土地が選ばれた。追加の土地は、志願兵ではなく正規兵に与えられることになった。暫定政府は私掠船を任命し、郵便制度を創立した。10万ドルを借り入れるために商人をアメリカ合衆国に派遣し、さまざまな軍の教科書の転写を命じた。オースティンはベハルでの軍の指揮官を辞任し、理事としてアメリカ合衆国へ行くことになり、オースティンは当分の間そこに滞在した。1835年11月24日、オースティンは将軍の地位を降りた。選挙が開かれ、エドワード・バールソンがオースティンの後継者となった。

## サンタ・アナの攻勢

### 北への進軍
ベハル包囲戦、ゴリアドの戦い、そして反乱者によるグラスファイトでの小さな勝ち戦とテキサス軍の成功が続き、サンタ・アナは反撃の態勢を取ることにした。コス将軍はテキサスの状況をサンタ・アナに知らせた。大統領職にあったサンタ・アナは、自ら6000名の急ごしらえの大軍を北のテキサスへと押し進めた。軍はサン・ルイス・ポトシに集められ、すぐに北へ進軍した。厳冬のメキシコ北部の砂漠の進軍中、軍は400名の死傷者を出した。それでも、予定していたよりも一か月早くテキサスに到着した。当時のテキサスの政治と軍事の中心地、ベハルを占拠することがサンタ・アナの第一の目的であった。

### アラモ
1836年2月23日、ベハルにサンタ・アナが到着した。これは彼にとって2度目の占領だった。最初は1813年のメディナ川の戦いの後で、サンタ・アナはスペイン軍の下級将校だった。この時彼は、サンアントニオの反王党派の捕虜を虐殺し、1835年にはサカテカスでも同様に虐殺し、最終的にサンタ・アナは、アラモ伝道所内部に陣取ったそのテキサス人たちに対しても容赦なく攻撃した。
アラモ砦の守備隊は補強を待ち望んでいたが、さらなる兵士の補強はなかった。アラモはウィリアム・トラヴィスとジム・ボウイの指揮の下、およそ183名から189名によって防御された。このアラモの戦いは、13日間の包囲戦の末に3月6日に終わり、テキサスの戦闘員はすべて殺された。サンアントニオの治安判事は、182名の守備隊の遺体の焼却を報告した。メキシコ軍に関わりのあった一人のテキサス人の埋葬は許可された。サンタ・アナ率いるメキシコ軍2000名のうちの死傷者は400名から600名という数が、ほとんどの歴史家の見解である。アラモ砦の守備隊はこの後すぐに英雄として支持された。この戦争の最も重要な結果として、5月2日に1836年会議で署名されたメキシコからのテキサス独立宣言と続く。
アラモの戦いの後、即座にサンタ・アナは軍を分割し、テキサスに遊撃隊を派遣した。その目的は、サム・ヒューストン将軍に率いられたテキサス軍と決定的な戦いを仕掛けることにあった。

### ウレアの勝利
ホセ・デ・ウレア将軍は、マタモロスからテキサスへと、沿岸部沿いに北へ進軍した。このため、海からの外国の援助の防御と、上陸するメキシコ海軍への開放は対策が必要だった。1836年3月2日、ウレアの軍はアグア・ドゥルセの戦いに従事し、その後すぐにゴリアド戦役へと率いられた。ウレア将軍は、テキサスで行われた交戦では一度も負けなかった。
ゴリアドでは、ウレアの遊撃隊がジェイムス・ファニン大佐のおよそ300名の軍を捕らえた。夜通しでウレアの軍はテキサス軍を包囲し、翌日の3月20日、さまざまな条件でファニンの降伏を引き出した。このゴリアド戦役で捕らえられたおよそ342名のテキサス軍は、一週間後の1836年3月27日、サンタ・アナの直接の命令によって処刑された。これが広く知られるゴリアドの虐殺である。

## 二つの軍の邂逅

### テキサス軍の撤退
緒戦の報告を受けたヒューストンは、彼の小さな軍はサンタ・アナと戦って勝つ準備ができていないことをすぐに理解した。経験豊富で恐れられたメキシコ騎馬隊は、テキサス軍が打ち負かすのは容易ではなかった。彼の唯一の選択は、軍と共に十分に戦闘可能な有利な場所で待ち続けることと考え、ヒューストンはアメリカ合衆国との境界まで撤退を命令し、多くの入植者たちも同じ指示によって移動した。窮地の逃亡と呼ばれるこの集団行動は実施された焦土作戦とともに実施され、メキシコ軍に食糧を与えなかった。その後すぐに、雨が道を通れなくして、寒い季節によって両軍の死傷者の数は増えた。
常にヒューストンの軍の後をつけていたサンタ・アナの軍は残忍だった。ゴンザレスの町は反乱者によって守ることもできずに放火された。オースティンのサンフェリペの居留地も同じ運命をたどった。ヒューストンの軍列の間の絶望は大きくなり、敵意は彼に向けられた。サンタ・アナの進軍を止めることができたのは水かさを増した川だった。これは、ヒューストンに軍の休息と訓練の機会を与えた。

### サンタ・アナの敗北
サンタ・アナが遊撃隊の分割を決めて、テキサス暫定政府の面々がすでに逃げた後のガルベストンへ向けて素早く移動してから、事態は速いペースで動いた。サンタ・アナは反逆者のリーダーたちを捕縛して、コストがかかる長引いた戦争を終わらせたかった。メキシコの独裁者として、なるべく早くメキシコシティへ戻る必要を感じていた。ヒューストンはサンタ・アナの予想していない動きを知らされた。およそ700名の、サンタ・アナの隊列がハリスバーグから東へ進軍してきた。ヒューストンの承諾なしに、そして逃亡に疲れて、900名のテキサス軍が敵に遭遇した。ヒューストンはそれに続くしかなかった。
4月20日、両軍はサンジャシント川で対峙した。分け隔てるのは木と草で、これでテキサス軍は身を隠した。目前の反乱軍に意気を上げたサンタ・アナは、コス将軍が率いる兵の補強を待った。
反乱軍が動揺したことには、コス将軍が、540人以上の部隊を連れて思ったよりすぐに現れ、サンタ・アナの軍は1200名を超えた。ためらうヒューストンに怒り、反乱軍は攻撃を仕掛けることを訴えた。4月21日早朝、ヴィンスィズ橋を燃やした後テキサス軍は前進し、そして偶然にメキシコ軍を捕らえた。攻撃の数時間前、サンタ・アナは軍の警備を解いていて、さらに彼の軍は進軍の疲れで持久力は限界まで来ていた。彼の軍は基地まで押し戻すテキサス軍に倒された。サンタ・アナの全軍はサム・ヒューストンの圧倒的に小さな軍に殺され、捕獲された。テキサス軍の死亡者は9名のみだった。この決定的な戦いは、メキシコからのテキサスの独立を引き起こした。
サンタ・アナは燃やされたヴィンスィズ橋を渡れずに捕縛され、足首を負傷していたヒューストンの前に連行された。 サンタ・アナは作戦の終了に同意した。ビンセント・フィリソラ将軍はメキシコに帰還したが、ウレアからの異議は避けられなかった。サンタ・アナだけが負けたが、軍は負けておらず、ウレアは作戦は続行されるべきと考えた。しかしフィリソラはこれに賛成しなかった。

## その後の影響
サンタ・アナは捕虜になり、5月14日にベラスコ条約への署名を強制された。条約はテキサスの独立を承認する代わりに、サンタ・アナの命を保証した。当初の計画では二国間の関係をスムーズにするために彼をメキシコへ送り返すものだった。出発は、彼の死を望む暴徒のために遅らされた。和平を築ける唯一の人物であると彼自身が言明して、アメリカ合衆国のジャクソン大統領に新しい共和国の独立を保証するため、サンタ・アナはテキサス政府によってワシントンD.C.へ派遣された。しかしサンタ・アナには知らされずに、メキシコ政府は彼を不在のまま退位させた。もはや彼にはメキシコを代表する権威はなかった。
テキサスは長い血で血を洗う戦いの末に共和国になったが、しかしメキシコには決して承認されなかった。対立は行き詰まりのままだった。
サンタ・アナは1838年のパストリー戦争で、英雄として再び頭角を表した。これによって大統領に再選され、まもなく彼は、テキサスへの遠征をアドリアン・ウォル将軍に命令し、ちょっとの間だけサンアントニオを占領した。両国の間には数年後に小さな衝突が起こった。テキサスとの戦争は1846年の米墨戦争まで真に終わることはなかった。
サンジャシントでのサム・ヒューストンの勝利は、彼をテキサス共和国の大統領職に就かせた。後に彼は、アメリカ合衆国上院議員とテキサス州知事になった。1836年にテキサスの大統領を退いたスティーブン・オースティンは、その後州務長官に任命されたが、すぐに死去した。サム・ヒューストンはオースティンに、「テキサスの父」と賛辞を送った。

## 革命の歴史的背景
テキサスが独立を宣言したのと同じ時、メキシコの他の州もまたメキシコからの分離と独自の共和国の形成を決定した。ユカタン州はユカタン共和国を作り、これはイギリスに承認された。コアウイラ州、ヌエボ・レオン州、タマウリパス州は共同でリオグランデ共和国を作った。その他のいくつかの州でも反乱が起こった。すべてはサンタ・アナの1824年憲法の廃止、議会の解散、中央集権的な政府への転換に対する反抗であった。しかしメキシコからの分離に成功したのは、テキサスのみであった。

## 参照
1. ↑  AB Looscan, The Old Fort at Anahuac, Southwestern Historical Quarterly, Texas State Historical Association, Vol. 2, No. 1, July, 1898
2. ↑  SL Hardin (1996) Texian Iliad: A Military History of the Texas Revolution, 1835-1836,Chapter 1, U. of Texas Press
ISBN 0-292-73086-1; ISBN 978-0-292-73086-1
3. ↑   excerpted publications of Texas historian, Eugene Barker
4. ↑   "The Port of Copano", Texas State Library website
5. 1 2 3  中野2010, p.21
6. ↑  中野2010, p.22
7. ↑  Todish et al. (1998), p. 55.
8. ↑  Hardin (1961), p. 155.
9. ↑  Nofi (1992), p. 136.